# Keizer Trajanus met de ezelsoren
Keizer Trajanus met de ezelsoren is een hoorspel van Tomislav Ketig. U cara Trajana kozje uši dateert van 1965 en werd onder de titel Kaiser Trajan mit den Eselsohren op 4 oktober 1967 door de Süddeutscher Rundfunk uitgezonden. C. Denoyer vertaalde het en de VARA zond het uit op zaterdag 2 december 1967 (met een herhaling op zaterdag 20 mei 1972). De regisseur was Ad Löbler. De uitzending duurde 51 minuten.

## Rolbezetting
- Paul Deen (Trajanus)
- Dogi Rugani (zijn moeder)
- Wam Heskes (Tacitus)
- Huib Orizand (Nervus)
- Jan Wegter (Gigant)
- Frans Somers (Lucius)
- Hans Karsenbarg (de spion)
- Piet Ekel (de hoofdspion)
- Willy Ruys (de Scytische vorst)
- Cees van Ooyen (een prefect)
- Trudy Libosan (Hadrianus)

## Inhoud
De geschiedenis dient de auteur tot stof voor de uitbeelding van tijdloze politieke feiten. Hij gaat daarbij niet bekrompen met de waarheid om, simplificeert en verandert veeleer omwille van de waarheid van zijn beweringen. Daarbij ontstaan scènes die met de middelen van de satire en karikatuur willen onderrichten en voorlichten. De fase na fase getekende carrière van de laatste grote Romeinse veroveraar wordt op deze wijze tot een op de spits gedreven parabel voor wetmatigheden van de politiek, die zijn verband met het recente verleden en heden niet verloochent.